# Halowe Mistrzostwa Europy w Lekkoatletyce 1975 – skok o tyczce mężczyzn
Skok o tyczce mężczyzn – jedna z konkurencji technicznych rozgrywanych podczas halowych lekkoatletycznych mistrzostw Europy w hali Rondo w Katowicach. Rozegrano od razu finał 9 marca 1975. Zwyciężył reprezentant Finlandii Antti Kalliomäki. Tytułu zdobytego na poprzednich mistrzostwach nie bronił Tadeusz Ślusarski z Polski.

## Rezultaty
Rozegrano od razu finał, w którym wzięło udział 16 skoczków.

Opracowano na podstawie materiału źródłowego.
| Miejsce | Zawodnik              | Wynik |
| ------- | --------------------- | ----- |
| 1       | Antti Kalliomäki      | 5,35  |
| 2       | Wojciech Buciarski    | 5,30  |
| 3       | Władysław Kozakiewicz | 5,30  |
| 4       | Bogdan Markowski      | 5,30  |
| 5       | Jurij Isakow          | 5,30  |
| 6       | Jurij Prochorenko     | 5,30  |
| 7       | François Tracanelli   | 5,30  |
| 8       | Kjell Isaksson        | 5,25  |
| 9       | Jean-Michel Bellot    | 5,20  |
| 10      | Władimir Trofimienko  | 5,20  |
| 11      | Günther Lohre         | 5,20  |
| 12      | Raimo Eskola          | 5,20  |
| 13      | Reinhard Kuretzky     | 5,20  |
| 14      | Brian Hooper          | 5,00  |
| 15      | Serge Lefebvre        | 5,00  |
| 16      | Antonin Hadinger      | 4,90  |